# الدوري الباراغواياني لكرة القدم 1996
الدوري الباراغواياني لكرة القدم 1996 (بالإسبانية: Campeonato Paraguayo de Fútbol 1996)‏ هو الموسم 86 من الدوري الباراغواياني لكرة القدم. كان عدد الأندية المشاركة فيه 13، وفاز فيه سيرو بورتينيو.